# 別列戈沃耶

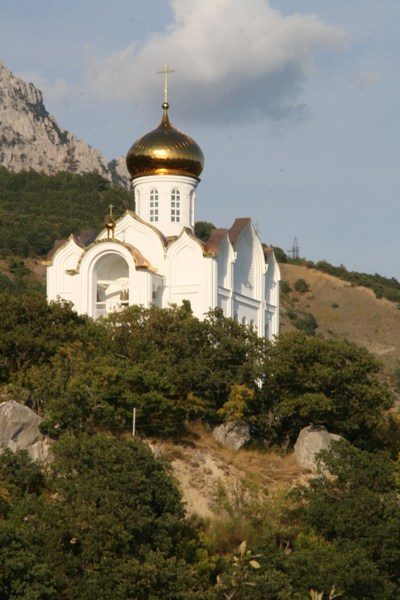
教堂

貝雷霍韋（羅馬化：Berehove），又按俄語名譯為別列戈沃耶（羅馬化：Beregovoye），是乌克兰克里米亚自治共和国雅爾塔區的镇，從2014年被俄罗斯佔領，俄方區劃為克里米亞共和國雅尔塔市议会下辖的市级镇。該鎮處於黑海沿岸，面積0.27平方公里，海拔高度77米，2011年人口497，人口密度每平方公里1,851.02人。